# Хвалдимир

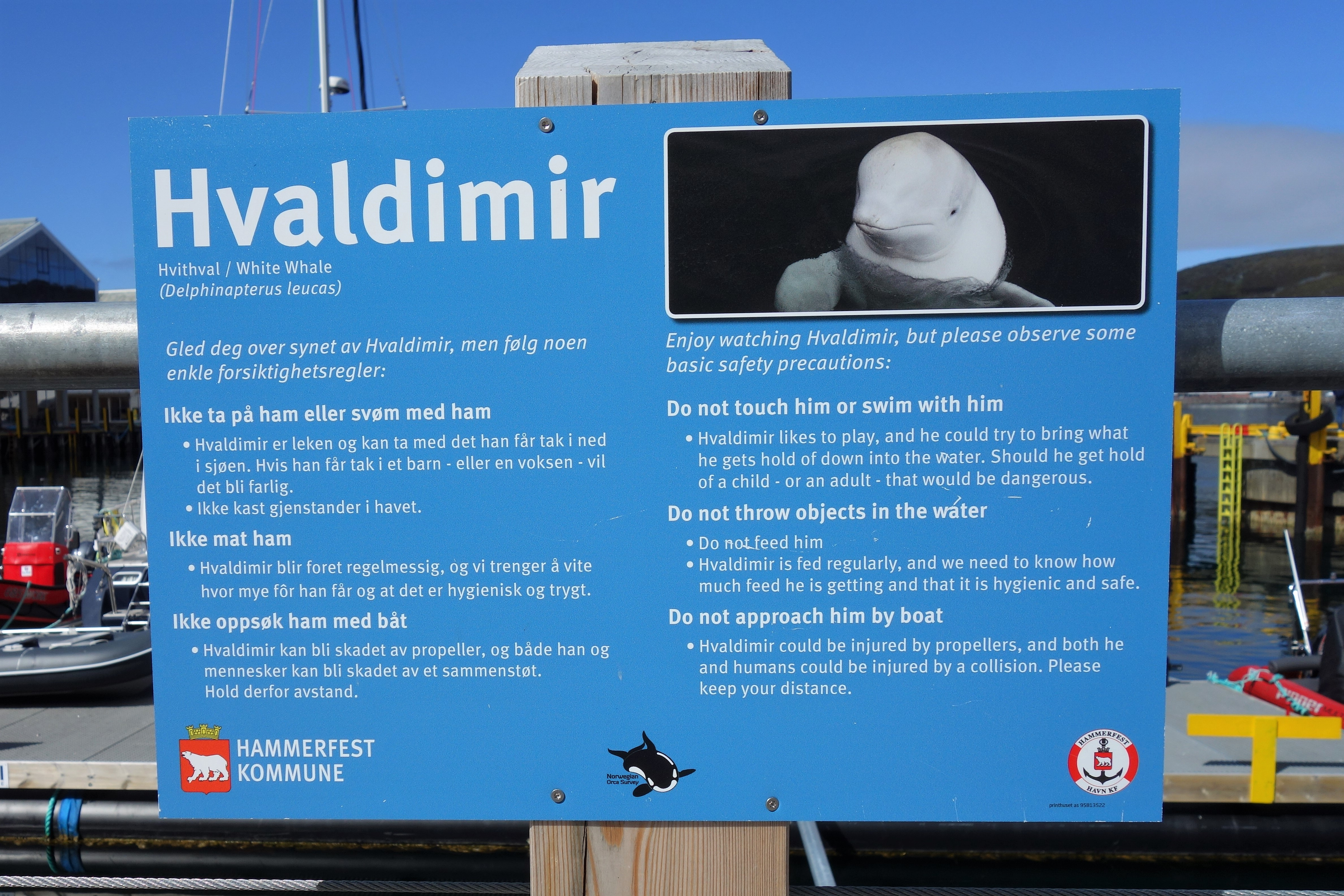
Вывеска на норвежском и английском языках, которая предупреждает о недопустимости вмешательства в дела Хвалдимира

Хвалдимир (также упоминается как Валдимир) — белуха, которую норвежские рыбаки обнаружили весной 2019 года в Норвегии около Хаммерфеста.
Судя по всему, кит привык к людям: не боялся к ним подплывать, брал угощение с руки, играл, давал себя гладить. Имя популярному киту выбрали в ходе голосования, соединив имя президента России и норвежское слово hval, что переводится как «кит». По прибытии в Норвегию рыбаки заметили на нём сбрую, на пряжке которой нашли логотип санкт-петербургской компании. В связи с этим начали предполагать, что кит сбежал из «российского плена». Независимые журналисты провели собственное расследование и заявили, что Хвалдимир «почти наверняка был военнослужащим». Через год после появления кита люди стали предлагать переселить его во фьорд.

## Имя

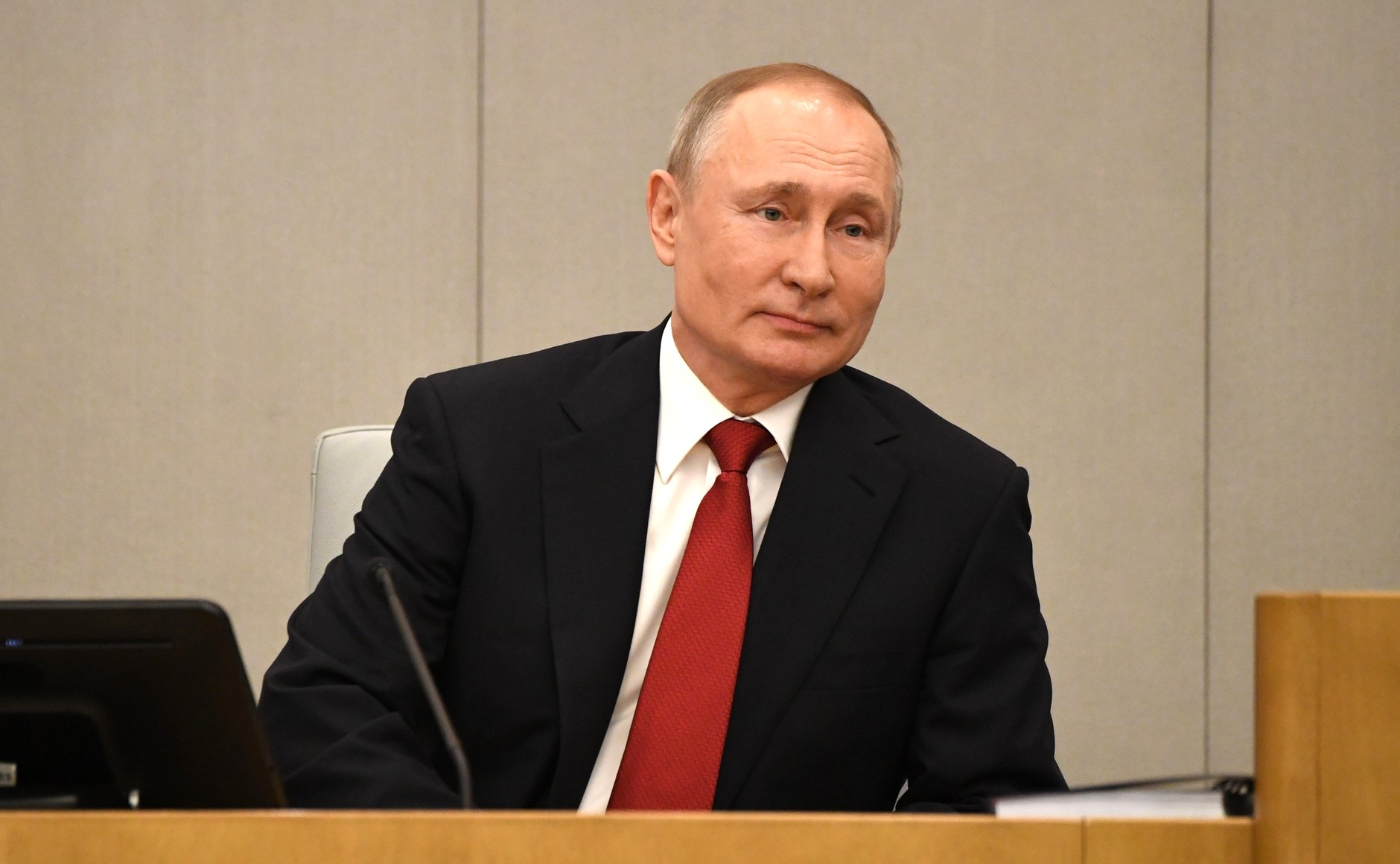
Владимир Путин

Если следовать норвежской фонетике, то имя кита произносится как «Валдимир». Предположение, что он был обучен Россией в качестве «кита-шпиона», привело к тому, что его прозвали Хвалдимиром. С норвежского языка слово hval переводится как «кит»; поскольку кит имел российский жетон на ошейнике и, как предполагается, проходил тренировку для сбора разведданых, вторую часть имени дали в честь президента Российской Федерации Владимира Путина. Такое имя было выбрано в результате общественного голосования, где любой мог предложить кличку белухе. За «Hvaldimir» проголосовало более 30 % из 250 тысяч людей, участвовавших в голосовании.

## История

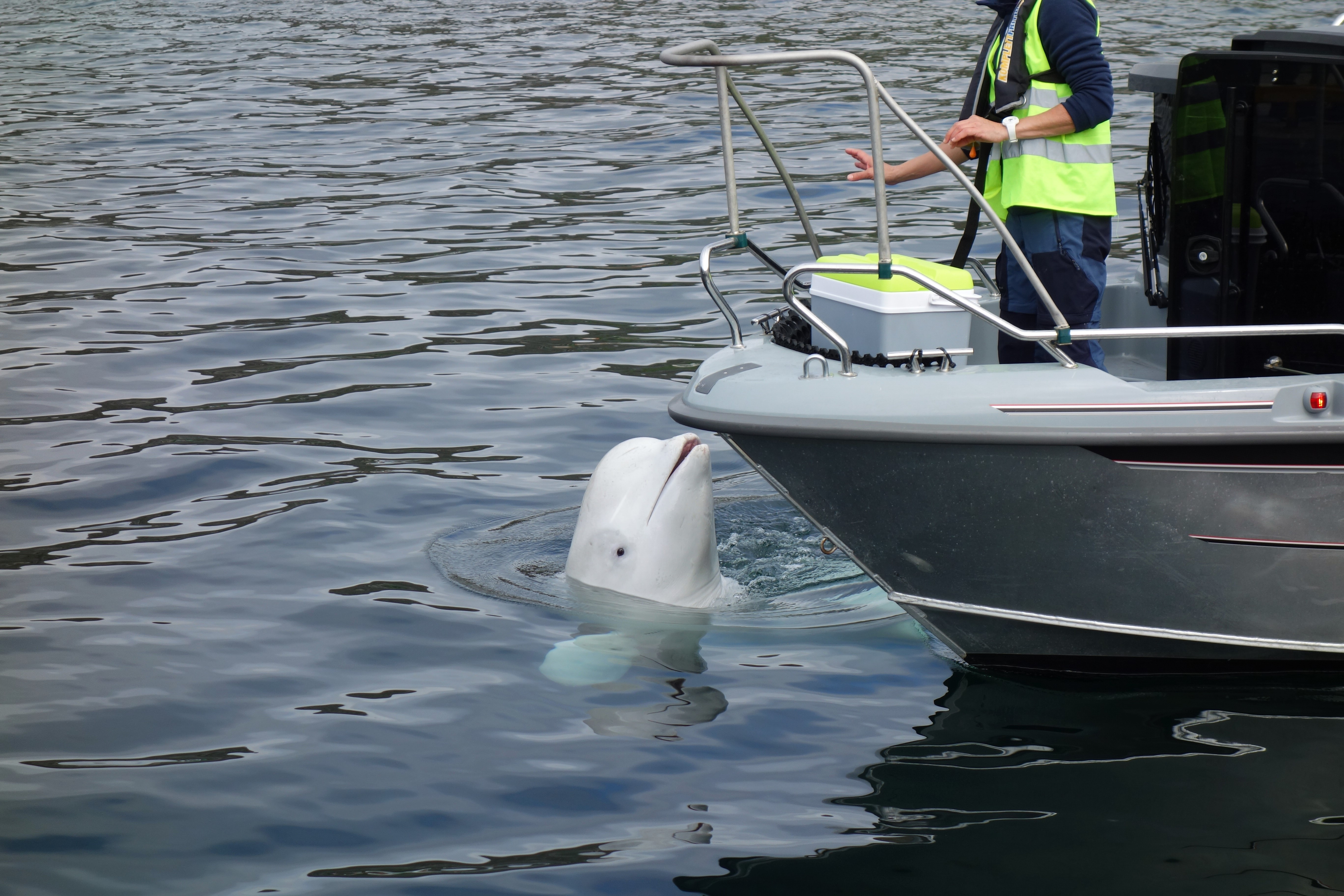
Хвалдимир в июне 2019

Кит был обнаружен 26 апреля 2019 года к северу от Хаммерфеста, у острова Ingøya и недалеко от деревни Тафьорд на острове Rolvsøy. Он был одет в плотно облегающую ремённую сбрую, предположительно предназначенную для установки камеры. На пряжках сбруи был размещён логотип санкт-петербургской компании «Снаряжение» и надписью латиницей «Equipment St. Petersburg» («Снаряжение Санкт-Петербург»). Рыбаки из норвежской фюльки Финнмарк рассказали, что на ките была также установлена экшен-камера GoPro. Кит тёрся о лодку рыбаков в попытках освободиться. Спасатели животных и рыбаки работали над тем, чтобы освободить его от упряжи — один из рыбаков надел спасательный костюм и прыгнул за борт лодки, чтобы ослабить пряжки. Кит продолжал возвращаться к лодкам в течение нескольких дней, просил еду, приносил и подавал брошенные в воду предметы.
Норвежское управление рыболовства и полиция призвали общественность не кормить кита и оставить его в покое, чтобы избежать стресса. Было опасение, что он может стать агрессивным или слишком зависимым от людей. Начали думать над предложением поместить кита в приют для морских животных в Исландии, где уже живут две белухи из Китая, но так как он, казалось, прилагал усилия, чтобы найти себе пищу, управление рыболовства решило в середине мая не переселять его. Норвежский институт морских исследований рекомендовал вернуть кита в Россию, если он не станет самостоятельным.  Через несколько дней, однако, стало ясно, что кит недоедает. Тогда муниципалитет Хаммерфеста взял на себя ответственность за жизнь кита. Управление рыболовства согласилось, что его нужно кормить. Позже сообщалось, что кит был серьёзно болен вследствие ранения рыболовным крючком. Волонтёры фонда «Norwegian Orca Survey» обучали кита жестами рук лежать рядом с лодкой, чтобы в случае необходимости ему можно было оказать медицинскую помощь.
Ставший местной достопримечательностью кит покинул гавань Хаммерфеста в июле 2019 года; к этому времени он, по-видимому, научился находить пищу. В августе его несколько раз наблюдали близ Сейланна. В начале сентября он появился в гавани Альты с признаками травм от гребных винтов.
В июле 2020 года американский защитник прав животных Рик О'Барри прилетел в Норвегию для того, чтобы посмотреть на Хвалдимира. После того, как зоозащитник увидел кита, он предложил отвести его во фьорд, а также предложил властям отгородить один из фьордов, превратив его в безопасный заповедник. 
Несколько месяцев подряд инициатива «OneWhale», занимающаяся защитой Хвалдимира, вела переговоры с властями о создании заповедника для знаменитой белухи и других морских животных в неиспользуемом фьорде, с намерением создать открытый заповедник для морских животных. Некоторые города Норвегии заинтересовались этой идеей, и на исследование его влияния на окружающую среду выделили деньги. Тем не менее норвежское управление рыболовства считает, что кита лучше оставить в покое. Понимая важность защиты Хвалдимира, город Хаммерфест согласился превратить фьорд в один из первых в мире китовых заповедников.
Норвежская писательница Сильви Джейн Хусебай написала документальную книгу, посвящённую истории Хвалдимира. В ней она с сочувствием рассказывает, как жители Хаммерфеста полюбили белуху.
В конце 2021 года появилась новости о том, что у знаменитого кита больше не осталось зубов. Нет единого мнения насчёт того, как зверь потерял зубы. Согласно первой версии, белуха лишилась их после того, как погрызла фермерские лодки. Другие считают, что кит потерял зубы из-за того, что люди суют ему в рот различные предметы наподобие досок для сёрфинга.
31 августа 2024 года был найден мёртвым под Ставангером. По одной из версий, кит мог быть застрелен.

## Предполагаемое происхождение
Из-за найденной пряжки российского производства сразу же появились версии о том, что кит — «российский шпион», сбежавший с базы Военно-морского флота Российской Федерации в Мурманске. Радио «Свобода» провело собственное расследование, в котором предположило, что кит действительно приплыл из России. Как и несколько других белух, он мог быть куплен для исследований Научно-исследовательским институтом прикладных проблем, который использовал животных на своей базе в Мурманской области, а впоследствии отправлял в Сочи: именно эти белухи использовались для охраны акватории города во время зимних Олимпийских игр 2014 года.
Известно, что Россия имеет военные программы подготовки китообразных. Российский полковник в отставке Виктор Баранец подтвердил, что российские спецслужбы используют в своей работе дельфинов, причём этого никто не скрывает. Военный сообщил, что морских млекопитающих используют для изучения дна и уничтожения иностранных лазутчиков.
Научно-исследовательский институт прикладных проблем не скрывает, что раньше занимался военными экспериментами с морскими млекопитающими ещё с советских времён. На главной странице сайта нет и намёка на продолжение исследований с морскими млекопитающими — сейчас институт позиционирует себя как организация, занимающаяся микросистемной техникой, защитой информации и робототехникой. В открытых научных публикациях института и его официальных закупках, однако, можно найти следы группы белух, включавшей Хвалдимира. Филиал института находится в посёлке Горячие Ручьи. На спутниковых снимках можно увидеть характерные круглые вольеры для содержания морских млекопитающих. Институт не раз покупал корма для белух, вольеры. Журналисты пришли к выводу, что Хвалдимир «почти наверняка был военнослужащим в Горячих Ручьях».